# Fernando López Miras
Fernando López Miras   (Llorca, 4 d'octubre de 1983) és un advocat i polític espanyol militant del Partit Popular, president de la Regió de Múrcia des del 3 de maig de 2017.

## Formació i primers anys
Va néixer a Múrcia, a l'Hospital Universitari Verge de l'Arrixaca. Per qüestions laborals, la seva família va canviar diverses vegades de residència, cosa que el va portar a descriure's com  "un nadó a Archena, un nen a Águilas, un escolar de Cartagena, un batxiller llorquí i un universitari a Múrcia " .
Amb tot, i encara que reconeix la influència que va tenir en la seva formació el Col·legi dels Pares Franciscans de Cartagena, el seu major vincle el té amb la ciutat de Llorca, on va viure la seva adolescència. Allà segueix molt lligat a la Setmana Santa, i en concret al Pas Blanc, on és costaler del Crist del Rescat. El 2019 va ser nomenat pregoner de la Setmana Santa de Llorca. Anteriorment ho havia estat també a Iecla i Archena.
Llicenciat en Dret, posseeix també la titulació de mediador Civil i Mercantil. Advocat al Col·legi d'Advocats de Llorca, és especialista en relacions juridicoempresarials. La seva formació postgrau és la d'un MBA (Màster en Administració i Direcció d'Empreses) per l'ENAE Business School.
Abans de començar la seva etapa política, va iniciar la seva experiència laboral en el sector financer, treballant en el Banc Espanyol de Crèdit i el Banc de València en les localitats de Fuente Álamo, Molina de Segura i Llorca.
Durant quatre anys va ser director de Gestió de l'Hospital General Universitari Rafael Méndez, de Llorca, càrrec que exercia quan van tenir lloc els terratrèmols de l'11 de maig del 2011.

## Trajectòria política inicial
Als divuit anys decideix afiliar-se a les Nuevas Generaciones del Partido Popular, organització on arriba a ocupar, anys més tard, el càrrec de vicesecretari nacional d'Economia i Ocupació.
A les eleccions autonòmiques de 2011 va ser elegit diputat a l'Assemblea Regional de Múrcia a les files del Partit Popular, càrrec que va mantenir fins que a l'abril de 2014 hi va renunciar per ser nomenat secretari general de la conselleria d'Economia i Hisenda de la Regió de Múrcia.
Reelegit de nou com a diputat regional el 2015, va ser nomenat secretari segon de la Mesa de l'Assemblea, càrrec que abandonaria el 29 d'abril del 2017 per ser investit president de la Regió de Múrcia.
Al Congrés del PP de la Regió de Múrcia de març de 2017 va ser nomenat coordinador general d'aquesta formació, càrrec que va exercir fins al següent congrés, celebrat un any després, el 18 de març de 2018, quan va ser elegit president.

## President de la Regió de Múrcia

### Primer govern (2017-2019)
El 29 d'abril del 2017, després de la dimissió de Pedro Antonio Sánchez, va ser investit president de la Regió de Múrcia en segona votació, amb l'abstenció de Ciudadanos. Amb tan sols trenta-tres anys, es convertia en el president autonòmic més jove de la Democràcia a Espanya, superant José María Aznar que ho havia estat amb trenta-quatre anys.
El 3 de maig del 2017 va prendre possessió del càrrec al Palau de San Esteban, en presència de la llavors vicepresidenta del Govern d'Espanya, Soraya Sáenz de Santamaría. Establia com a prioritats del govern l'ocupació, la baixada d'impostos, el finançament autonòmic, l'aigua i les infraestructures.

### Segon govern (2019-2023)
Després d'aconseguir a les eleccions autonòmiques de 2019 16 diputats de 45 a l'Assemblea Regional, va poder mantenir la presidència gràcies a un pacte de govern amb Ciudadanos, que, a diferència de la legislatura anterior, entraria a formar part del govern, amb suport exterior de Vox.
Tot i això, el març del 2021, Ciudadanos, després de la vaccinació irregular d'alts càrrecs autonòmics, inclòs el conseller de Salut, que va dimitir, s'alia amb el PSOE per presentar una moció de censura per desbancar el PP de la presidència de la Regió de Múrcia i de l'alcaldia de Múrcia.

#### Moció de censura (març de 2021)
Al mes de març de 2021, i davant la presentació d'una moció de censura en contra, promoguda per Partit Socialista de la Regió de Múrcia i Ciutadans, incorpora al seu govern els tres membres de Ciutadans que es posicionen a favor del president regional, trencant la disciplina de partit i contra el document que hores abans havien signat, nomenant conseller d'Ocupació, Recerca i Universitats Francisco Álvarez García, consellera d'Empresa, Indústria i Portavocia Maria del Valle Miguélez Santiago, i mantenint a el seu càrrec de Vicepresidenta del Consell de Govern de la Regió de Múrcia i Consellera de Política Social, Dona, Igualtat, LGBT, Famílies i política social de la Regió de Múrcia a Isabel Franco Sánchez.
Aquesta remodelació del govern regional és definida per Ciutadans, pel Partit Socialista i per gran part dels mitjans com a transfuguisme, ja que, fins i tot podent considerar-se que aquests membres, ja expulsats de Ciutadans, són fidels al pacte de 2019, són infidels a el seu partit i, per tant, trànsfugues. D'aquesta manera, i segons diversos mitjans, s'incompleix el pacte antitransfuguisme.
Debatuda la moció de censura el dia 17 de març i votada el dia 18, és rebutjada amb el suport dels tres diputats trànsfugues de Ciutadans i els quatre del Grup Parlamentari Vox, sospesant-se la possibilitat de cedir alguna cartera al Govern de la Regió de Múrcia a diputats expulsats de Vox.
El dissabte 3 d'abril de 2021, Dissabte Sant, es confirma aquesta possibilitat amb el nomenament de María Isabel Campuzano Martínez com a Consellera d'Educació i Cultura del govern de la Regió de Múrcia, persona que concorre a les eleccions autonòmiques d'Espanya de 2019 a la llista de la formació política Vox, de la qual és expulsada posteriorment, quedant, d'aquesta manera, cinc consellers sense adscripció clara a un partit polític formant part del govern remodelat, fet que en suposa el 50 per cent.

##### Transfuguisme
Segons dictamen 2/2021 de la Comissió d'Experts Independents de la Comissió de Seguiment del Pacte per l'Estabilitat Institucional i lluita contra el Transfuguisme Polític, es considera que va incórrer en una conducta trànsfuga «per ser inductor i beneficiari de la conducta trànsfuga dels i les diputades precitades.» Això va ser perquè diversos diputats d'un altre partit polític van trencar la disciplina del seu partit per evitar una moció de censura contra el president regional i aquest els va mantenir o va introduir al govern regional.

### Eleccions de 2023
És nomenat candidat del Partit Popular a les eleccions autonòmiques del 28 de maig de 2023. En aquestes eleccions el PP aconsegueix 21 diputats de 45. La majoria per poder ser elegit de nou president dependrà del partit Vox. A la sessió d'investidura celebrada els dies 7 i 10 de juliol de 2023 l'Assemblea Regional de Múrcia rebutja investir López Miras com a president de la Regió de Múrcia a causa dels 24 vots en contra del PSOE (13), Podem (2) i Vox (9).